# Angel City FC
Az Angel City Football Club egy amerikai női labdarúgóklub, amely az NWSL bajnokságában szerepel. A klub székhelye Los Angelesben található.

## Története
2020. július 21-én a Natalie Portman által vezetett neves színészek, sportolók, befektetők és médiaszereplők összefogásával létrehozott tulajdonosi csoport bejelentette, hogy Los Angeles jogosultságot szerzett a National Women's Soccer League 2022-es szezonjától a női nemzeti bajnokságban és 12 év után a Los Angeles Sol megszűnését követően felvázolták az Angel City FC projektjét.
Natalie Portman, Eva Longoria, Jessica Chastain, Jennifer Garner, Mia Hamm, Abby Wambach, Julie Foudy, Lauren Holiday, Uzo Aduba, Kara Nortman, Julie Uhrman, Serena Williams és Alexis Ohanian mellé a bejelentés után további hírességek csatlakoztak, köztük Becky G, Billie Jean King, Ilana Kloss, Candace Parker, Lindsey Vonn, P. K. Subban, Cobi Jones, Ryan Kalil, James Corden, Lilly Singh, Casey Neistat, Natalie Mariduena, Rachel Van Hollebeke, Shannon Boxx, Amanda Cromwell, Lorrie Fair, Ronnie Fair, Joy Fawcett, Angela Hucles, Shannon MacMillan, Tisha Venturini és Saskia Webber.
Miután tárgyalásokat kezdtek a Major League Soccer-ben érdekelt városi együttesekkel (Galaxy és Los Angeles FC), mindkét együttes feltétlen támogatást biztosított a franchise részére, akik pár nap alatt már több játékossal egyeztek meg szóban és 2021. augusztus 23-án Christen Press lett a klub első igazolt játékosa.

## Játékoskeret
2022. április 30-tól
| #  |     | Poszt | Név                |
| -- | --- | ----- | ------------------ |
| 1  | USA | K     | Brittany Isenhour  |
| 13 | BIH | K     | DiDi Haračić       |
| 2  | USA | V     | Megan Reid         |
| 4  | CAN | V     | Vanessa Gilles     |
| 5  | NZL | V     | Ali Riley          |
| 11 | USA | V     | Sarah Gorden       |
| 14 | USA | V     | Paige Nielsen      |
| 16 | USA | V     | Mary Alice Vignola |
| 25 | JAM | V     | Allyson Swaby      |
| 99 | USA | V     | Madison Hammond    |
| 3  | USA | KP    | Jasmyne Spencer    |
| 8  | USA | KP    | Cari Roccaro       |

| #  |     | Poszt | Név                       |
| -- | --- | ----- | ------------------------- |
| 9  | USA | KP    | Savannah McCaskill        |
| 17 | USA | KP    | Dani Weatherholt          |
| 19 | USA | KP    | Katie Cousins             |
| 21 | BRA | KP    | Stefany Ferrer Van Ginkel |
| 26 | USA | KP    | Hope Breslin              |
| 28 | USA | KP    | Lily Nabet                |
| 29 | FRA | KP    | Clarisse Le Bihan         |
| 35 | ENG | KP    | Miri Taylor               |
| 7  | USA | CS    | Simone Charley            |
| 18 | JPN | CS    | Endó Dzsun                |
| 20 | USA | CS    | Tyler Lussi               |
| 23 | USA | CS    | Christen Press            |

### Kölcsönben
| #  |     | Poszt | Név                                       |
| -- | --- | ----- | ----------------------------------------- |
| 24 | USA | K     | Maia Pérez (kölcsönben a GPSO 92 Issynél) |

## Stadion

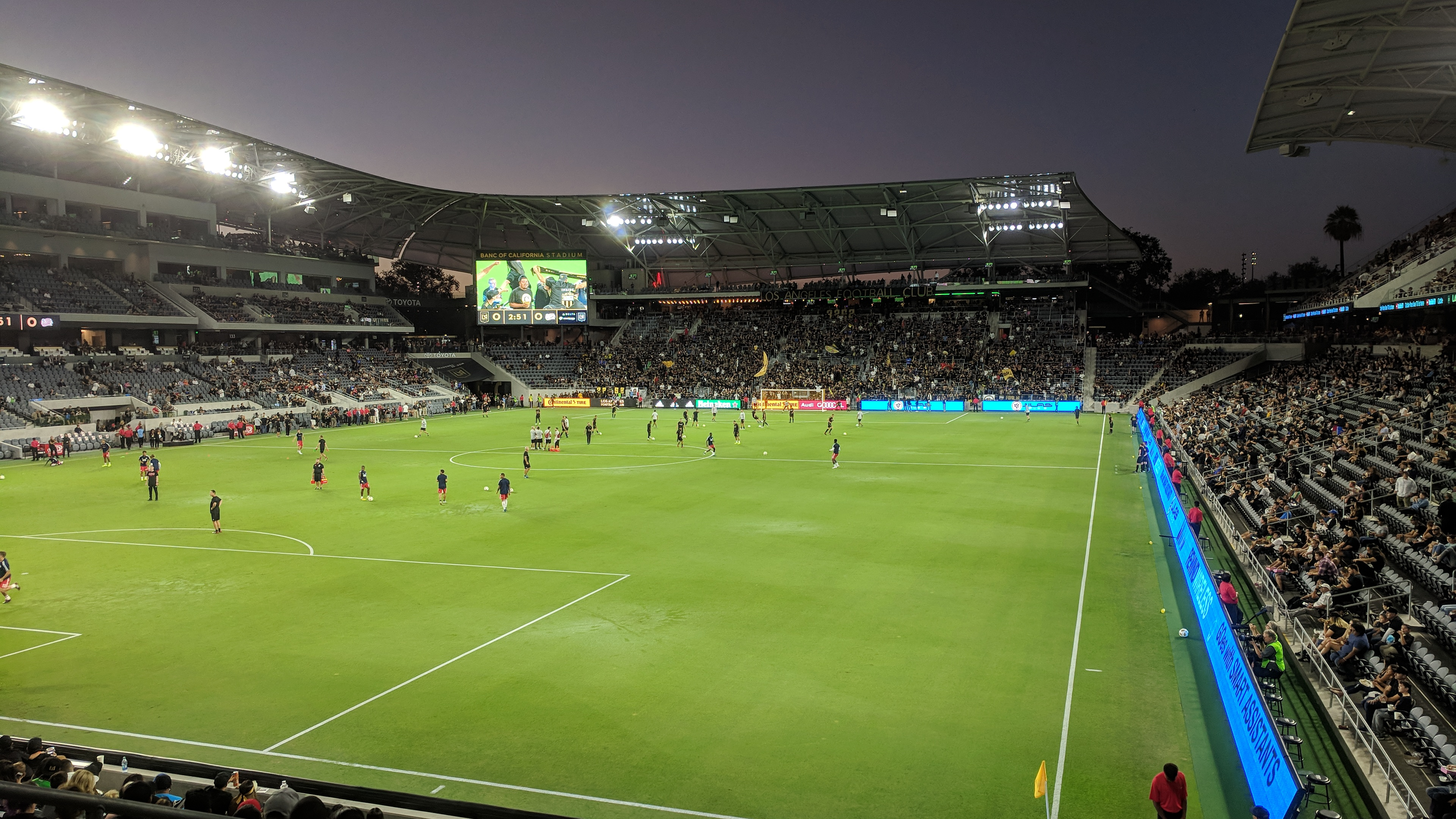
A Banc of California Stadion

A Los Angeles FC tulajdonában lévő Banc of California Stadionban játssza hazai mérkőzéseit a csapat.
A klub a 2022-es Challenge Cup-on a fullertoni Titan Stadionban lépett első alkalommal pályára.